# Erik Kylberg
Erik Gustafson Kylberg, född den 5 februari 1882 i Fridene församling, Skaraborgs län, död den 20 december 1947 i Haga, Göteborg, var en svensk målare och tulltjänsteman. Han var bror till Henrik Kylberg, Ulla Rinman, Fredrik Kylberg och Carl Kylberg.
Erik Kylberg kom tidigt i beröring med konsten, och liksom sin äldre broder Carl fick han i unga år handledning i akvarellmålning av sin faster Regina Kylberg. Långa tider tjänstgjorde Erik Kylberg vid Mo sågverk på Västerbottens kust, och här hade han en stuga på ön Hättan. Det var här i ensamheten som han började måla.
1939 hade han sin första utställning uppe i Norrland, och våren 1944 framträdde han tillsammans med Hans Norsbro på Lorensbergs konstsalong i Göteborg.
Då Kylberg pensionerades från Tullverket 1947, valdes han omedelbart in i Göteborgs Konstnärsklubb.
Kritikerna mottog Erik Kylbergs konst från och med den första utställningen 1939 hos Västerbottens Läns Konstförening i Umeå med "övervägande respekt och stort intresse".
1947 genomförde Filip Wahlström en minnesutställning över Erik Kylbergs konst på Lorensbergs konstsalong i Göteborg. Kylberg är representerad vid bland annat Västergötlands museum. Han är begravd på Östra kyrkogården i Göteborg.

## Familj
Föräldrar var Gustaf Henrik Kylberg, född 1837 i Tun, Skaraborgs län och Eleonora Gustava, född von Essen 1852 i Agnetorp, Skaraborgs län. Farfar var Lars Wilhelm Kylberg (1798–1865), kapten vid Värmlands jägare, jordbrukare, konstnär och farmor var Maria Elisabeth Dorothea, född Ahlberg (1798–1873). Erik Kylberg gifte sig 1940 med Märta Paulina, född Karlander (1902–1989). Gemensamma barn var Eleonora och Marina.